# Leichtathletik-Junioreneuropameisterschaften 2001
| 16. Leichtathletik-Junioreneuropameisterschaften | 16. Leichtathletik-Junioreneuropameisterschaften |
| ------------------------------------------------ | ------------------------------------------------ |
| Stadio Carlo Zecchini                            |                                                  |
| Stadt                                            | Grosseto, Italien                                |
| Stadion                                          | Stadio Carlo Zecchini                            |
| Teilnehmende Länder                              | 41                                               |
| Teilnehmende Athleten                            | ca. 900                                          |
| Wettbewerbe                                      | 44                                               |
| Eröffnung                                        | 19. Juli 2001                                    |
| Schlussfeier                                     | 22. Juli 2001                                    |
| Eröffnet durch                                   |                                                  |

Die 16. Leichtathletik-Junioreneuropameisterschaften für Leichtathleten unter 20 Jahren (kurz: U20) fanden vom 19. bis 22. Juli 2001 im Stadio Carlo Zecchini in Grosseto (Italien) statt. 
Die Wettkampfergebnisse sind unter Weblinks zu finden.

## Teilnehmer
Es waren ca. 900 Sportler aus 41 Ländern gekommen. Der DLV hatte 62 Athleten (32 weibliche und 30 männliche) nominiert. Vom Österreichischen Leichtathletik-Verband waren elf und vom Schweizer Leichtathletik-Verband zehn Wettkämpfer entsandt worden.

## Medaillenspiegel
| Medaillenspiegel (Endstand nach 44 Entscheidungen) | Medaillenspiegel (Endstand nach 44 Entscheidungen) | Medaillenspiegel (Endstand nach 44 Entscheidungen) | Medaillenspiegel (Endstand nach 44 Entscheidungen) | Medaillenspiegel (Endstand nach 44 Entscheidungen) | Medaillenspiegel (Endstand nach 44 Entscheidungen) |
| Platz                                              | Land                                               | Gold                                               | Silber                                             | Bronze                                             | Gesamt                                             |
| -------------------------------------------------- | -------------------------------------------------- | -------------------------------------------------- | -------------------------------------------------- | -------------------------------------------------- | -------------------------------------------------- |
| 1                                                  | Russland                                           | 8                                                  | 4                                                  | 5                                                  | 17                                                 |
| 2                                                  | Vereinigtes Königreich                             | 6                                                  | 5                                                  | 6                                                  | 17                                                 |
| 3                                                  | Polen                                              | 5                                                  | 1                                                  | 4                                                  | 10                                                 |
| 4                                                  | Deutschland                                        | 4                                                  | 9                                                  | 2                                                  | 15                                                 |
| 5                                                  | Rumänien                                           | 3                                                  | 2                                                  | 1                                                  | 6                                                  |
| 6                                                  | Belarus                                            | 3                                                  | 1                                                  | 2                                                  | 6                                                  |
| 7                                                  | Frankreich                                         | 2                                                  | 5                                                  | 5                                                  | 12                                                 |
| 8                                                  | Ukraine                                            | 2                                                  | 1                                                  | 2                                                  | 5                                                  |
| 9                                                  | Kroatien                                           | 2                                                  | 1                                                  | 1                                                  | 4                                                  |
| 10                                                 | Schweden                                           | 2                                                  | 1                                                  | 0                                                  | 3                                                  |
| 11                                                 | Türkei                                             | 2                                                  | 0                                                  | 2                                                  | 4                                                  |
| 12                                                 | Griechenland                                       | 1                                                  | 2                                                  | 2                                                  | 5                                                  |
| 13                                                 | Slowakei                                           | 1                                                  | 1                                                  | 0                                                  | 2                                                  |
| 14                                                 | Bulgarien                                          | 1                                                  | 0                                                  | 0                                                  | 1                                                  |
| 14                                                 | Italien                                            | 1                                                  | 0                                                  | 0                                                  | 1                                                  |
| 14                                                 | Ungarn                                             | 1                                                  | 0                                                  | 0                                                  | 1                                                  |
| 17                                                 | Finnland                                           | 0                                                  | 2                                                  | 3                                                  | 5                                                  |
| 18                                                 | Portugal                                           | 0                                                  | 2                                                  | 1                                                  | 3                                                  |
| 18                                                 | Tschechien                                         | 0                                                  | 2                                                  | 1                                                  | 3                                                  |
| 20                                                 | Belgien                                            | 0                                                  | 2                                                  | 0                                                  | 2                                                  |
| 21                                                 | Slowenien                                          | 0                                                  | 1                                                  | 1                                                  | 2                                                  |
| 22                                                 | Niederlande                                        | 0                                                  | 1                                                  | 0                                                  | 1                                                  |
| 22                                                 | Norwegen                                           | 0                                                  | 1                                                  | 0                                                  | 1                                                  |
| 24                                                 | Spanien                                            | 0                                                  | 0                                                  | 5                                                  | 5                                                  |
| 25                                                 | Lettland                                           | 0                                                  | 0                                                  | 1                                                  | 1                                                  |
| Gesamt                                             | Gesamt                                             | 44                                                 | 44                                                 | 44                                                 | 132                                                |